# 昆格雷亞鄉
44°41′00″N 24°23′00″E / 44.6833°N 24.3833°E
昆格雷亞鄉（羅馬尼亞語：Comuna Cungrea, Olt），是羅馬尼亞的鄉份，位於該國南部，由奧爾特縣負責管轄，面積67平方公里，海拔高度297米，2007年人口2,425，人口密度每平方公里36人。